# Alfred Ritscher
Pour les articles homonymes, voir Ritscher.
Alfred Ritscher (Bad Lauterberg, 23 mai 1879-Hambourg, 30 mars 1963), est un explorateur polaire allemand, kapitän zur See dans la Kriegsmarine. 
Il dirigea en 1938-1939 la troisième expédition Antarctique allemande qui a cartographié la Nouvelle-Souabe.

## Biographie
Il entre dans la marine en 1897 comme garçon de cabine et devient timonier en 1903 puis maître d'équipage en 1907. Il devient officier en 1912. 

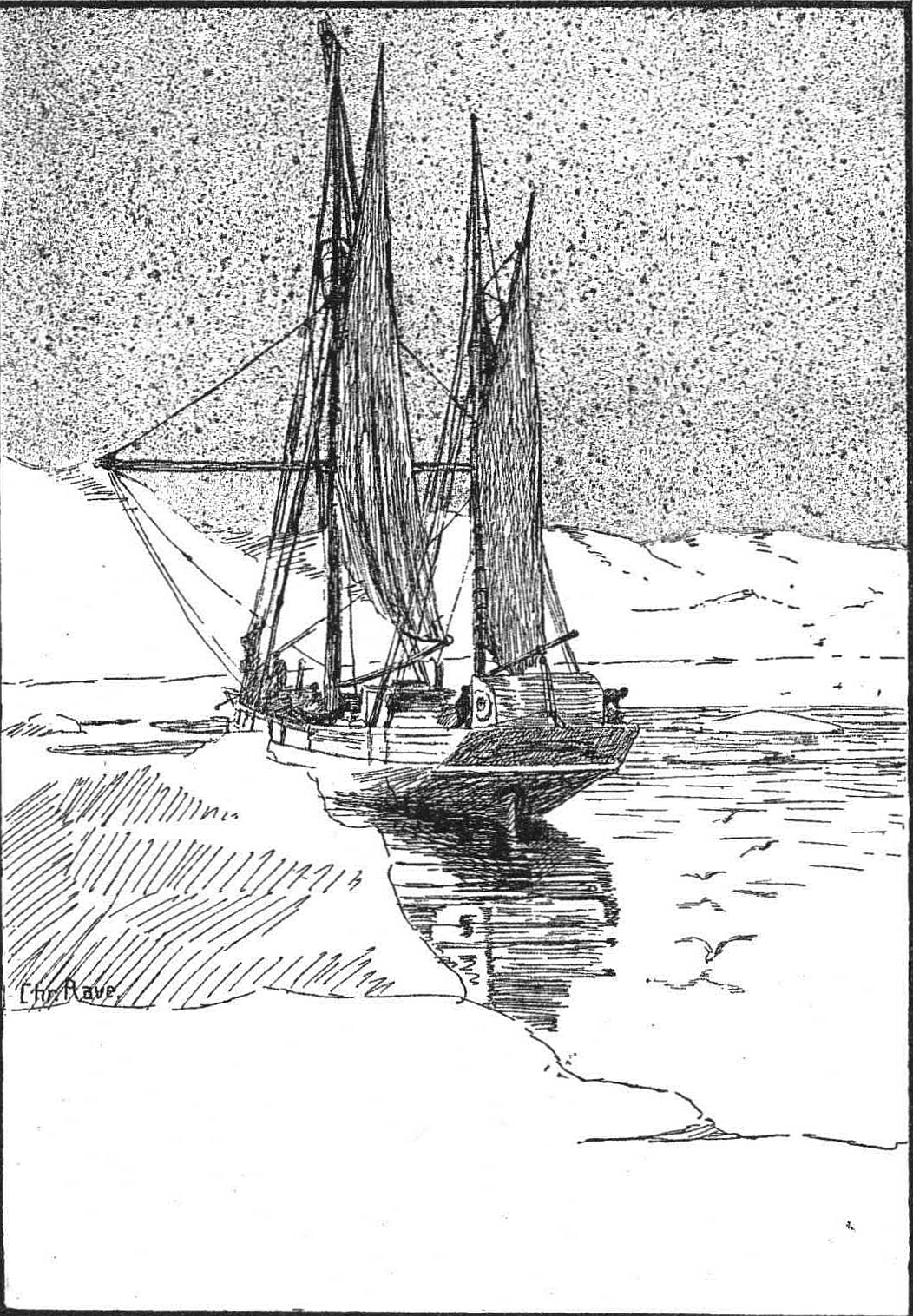
Le navire Herzog Ernst commandé par Alfred Ritscher en 1912 pour l'expédition arctique de Herbert Schröder-Stranz.

En 1912-1913, il fait partie de l'expédition Arctique de Herbert Schröder-Stranz partie de Tromsø pour une reconnaissance du passage du Nord-Est et effectue les reconnaissances aériennes de l'expédition. L'expédition échoue à Nordaustlandet en raison des conditions météos. Six des quatorze hommes d'équipage y trouvent la mort. 
Pendant la Première Guerre mondiale, il effectue des vols de reconnaissance dans les Flandres puis, après la guerre, devient homme d'affaires indépendant. En 1925, il travaille comme spécialiste de la navigation aérienne pour la Lufthansa. 
En 1934, il divorce de sa femme juive Susan née Loewenthal, pour ne pas mettre en danger sa carrière et devient commandant.
Il dirige en 1938 la troisième expédition Antarctique allemande dont le but est de mettre en place une base allemande pour la chasse à la baleine, d'effectuer des études de l'air et de revendiquer le territoire. A bord d'un Dornier Do J, il explore 600 000 km2 et prend plus de 11 000 photographies aériennes. 
Il préparait une nouvelle expédition polaire lorsque la Seconde Guerre mondiale est déclarée, ce qui annule toutes les opérations. Après la guerre, il devient président de la Vereinigung zur Förderung des Archivs für Polarforschung e. V. qui est renommée en 1959 Deutsche Gesellschaft für Polarforschung (de).

## Hommages
- Le Ritscher Peak et la Ritscher Upland ont été nommés en son honneur.
- Grand-Croix fédérale du mérite (1959)
- Médaille d'argent de la Société géographique de Hambourg (1959)

## Publications
- Vorbericht über die Deutsche Antarktische Expedition 1938/39., Ann. Hydrogr. u. Marit. Meteorol no 67, Übersichtstafel von dem Arbeitsgebiet der Deutschen Antarktischen Expedition 1938-39, Neuschwabenland: 1:1.500.000 - 1., mai-juin 1939.
- Deutsche Antarktische Expedition 1938/39 mit dem Flugzeugstützpunkt der Lufthansa A.G. M.S. Schwabenlan, vol.1, Wissenschaftliche und fliegerische Erlebnisse, Koehler & Amelang, Leipzig, 1942.
- Deutsche Antarktische Expedition 1938/39 mit dem Flugzeugstützpunkt der Lufthansa A.G. M.S. Schwabenland, vol.2, Wissenschaftliche Ergebnisse. Geographisch-Kartographische Anstalt Mundus, Hamoburg, 1954-1958.